# Kantonmässan

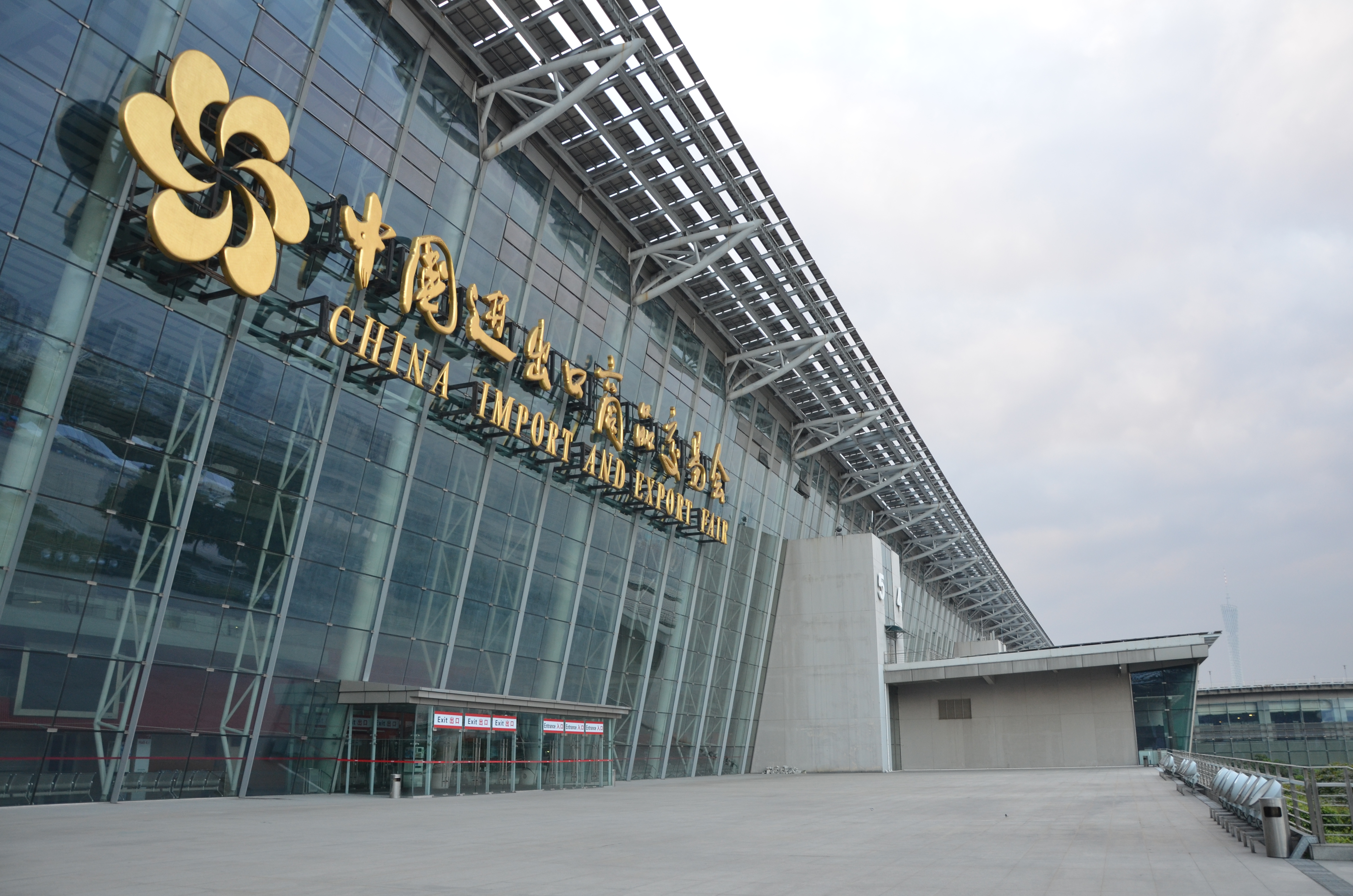
Byggnaden där Kantonmässan traditionsenligt hålls varje år.

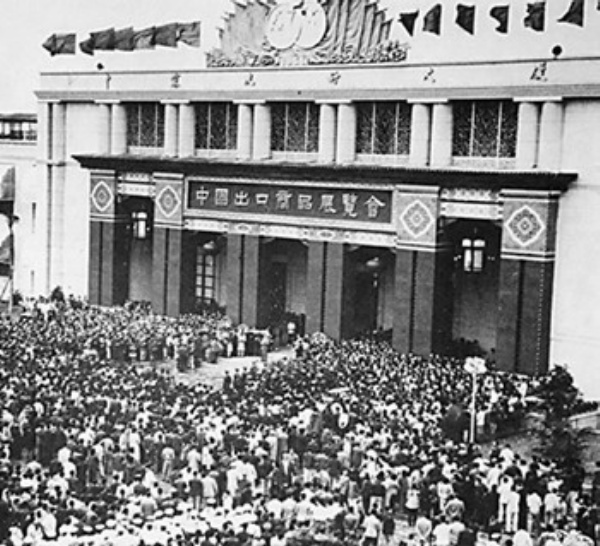
År 1957 hölls den första Kantonmässan

Kantonmässan är en mässa som hölls under vår och höst varje år i staden Kanton (Guangzhou) i Kina.
Kantomässan är Kinas största mässa och anordnas på uppdrag av handelsministern i Folkrepubliken Kina. Här möts flera stora ledande företag (inhemska som utländska) inom 50 olika handelskategorier samt olika utänska handelsföretag. Största området är industri och vetenskapliga forskningsinstitutioner.